# Tank 300
Der Tank 300 ist ein Geländewagen der zu Great Wall Motor gehörigen chinesischen Automobilmarke Tank. Bis April 2021 wurde er unter der Marke Wey verkauft.

## Geschichte
Vorgestellt wurde das Fahrzeug im Juli 2020 im Rahmen der Chengdu Auto Show. Es wird zunächst auf dem chinesischen Markt seit Dezember 2020 verkauft. Im März 2021 verkündete der Hersteller, den Marktstart in Australien vorzubereiten. Ebenfalls im März 2021 gab Great Wall Motors bekannt, dass Tank eine eigenständige Marke innerhalb des Konzerns werde. Der Geländewagen wird seit April 2021 nicht mehr unter der Marke Wey, sondern unter der Marke Tank vermarktet. Im Dezember 2021 kam das auf 3000 Exemplare limitierte Sondermodell Cyber Tank in den Handel. Seit Juni 2022 gibt es auch die geländegängigere Frontier Limited Edition und seit November 2022 den sportlicher gestalteten Cyber Knight. Auf der Shanghai Auto Show im April 2025 zeigte der Hersteller den Hooke mit verstärktem Leiterrahmen und Geländebereifung.
Im Juli 2022 präsentierte Tank die Baureihe auch für den saudi-arabischen Markt. Australien folgte im Dezember 2022 und Russland im Februar 2023.
Eine überarbeitete Version des Tank 300 wurde im Februar 2025 vorgestellt. Sie kam im März 2025 in den Handel.

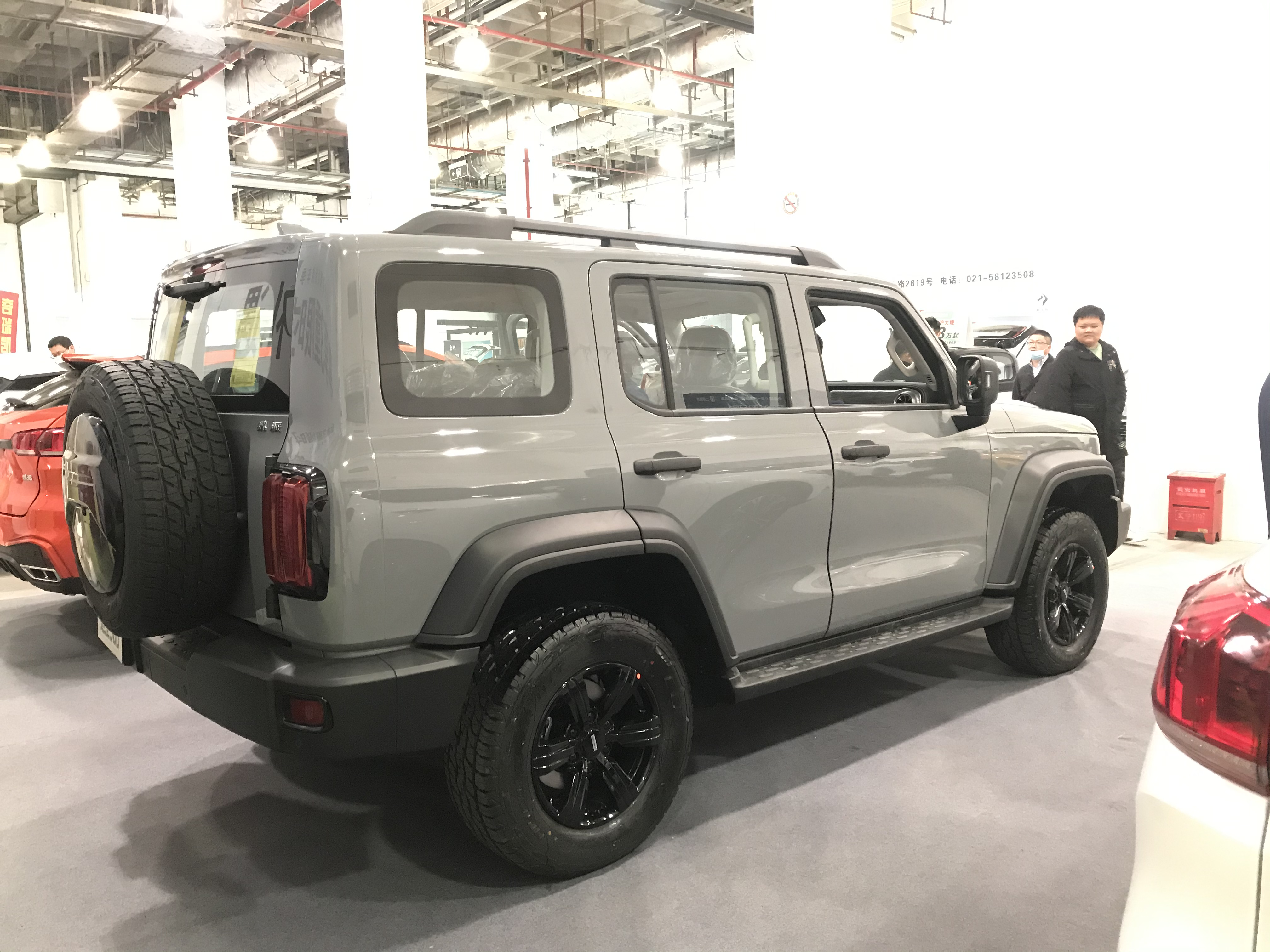
Heckansicht
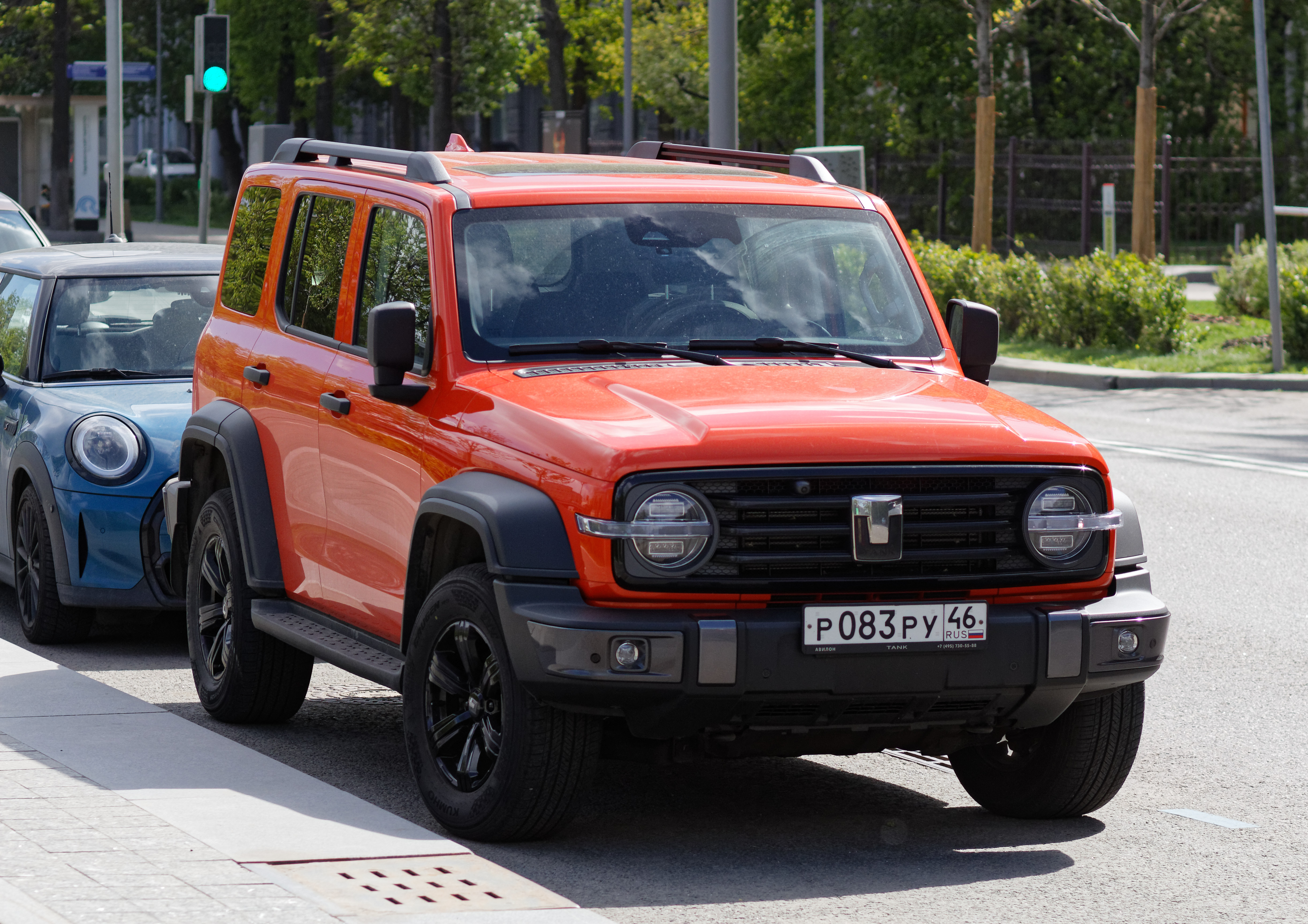
Tank 300 (2021–2025)
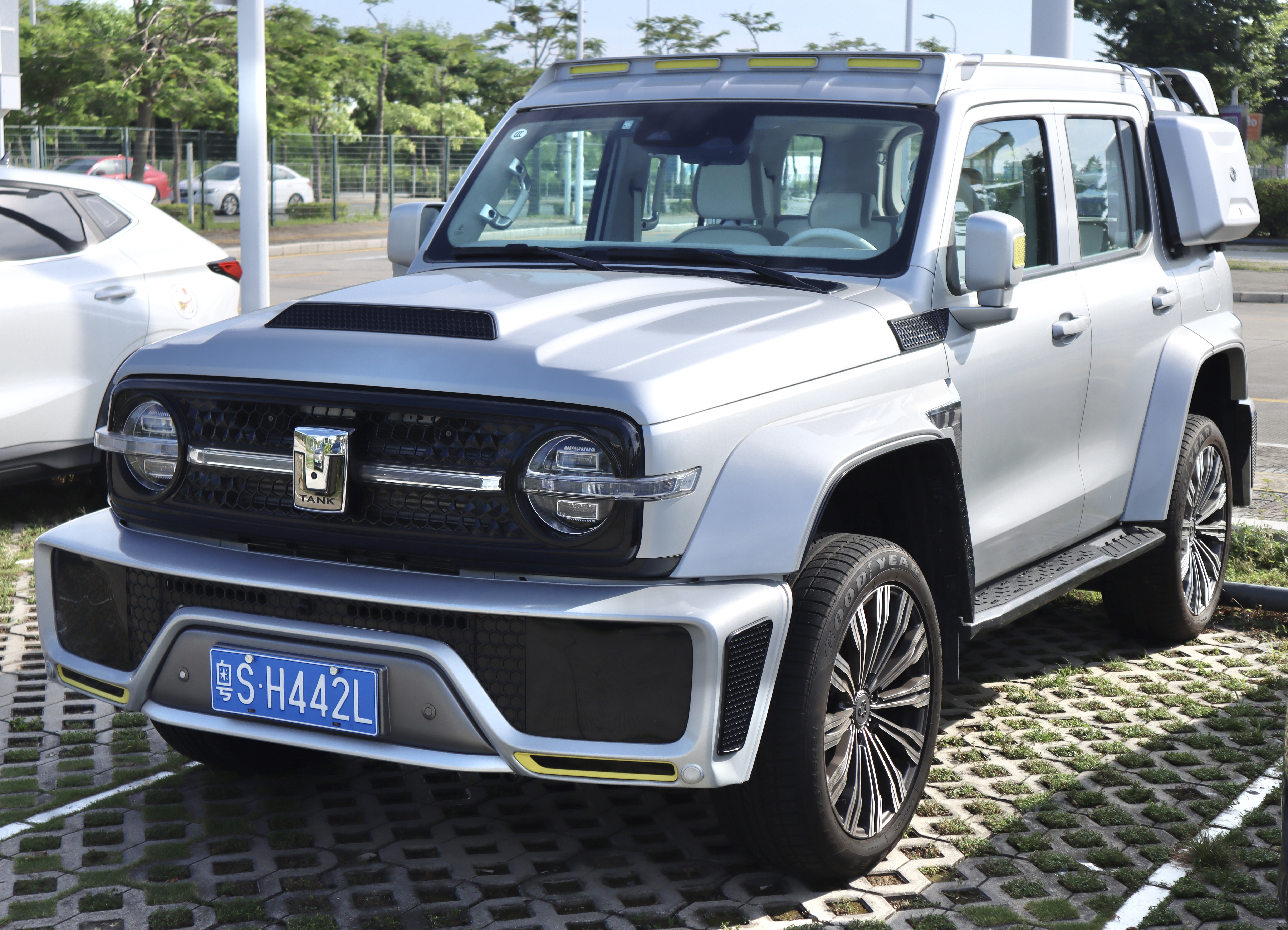
Cyber Tank (seit 2021)
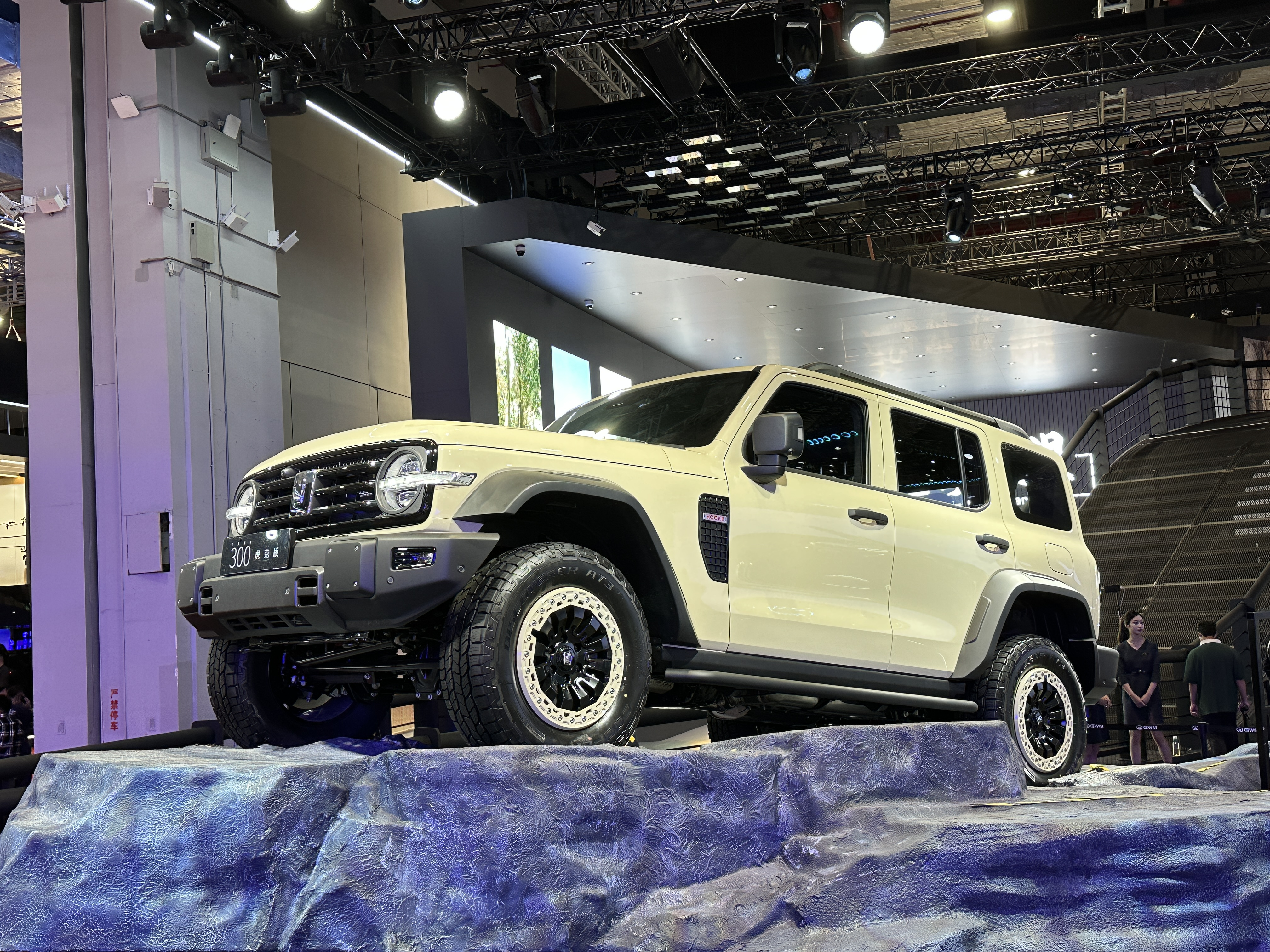
Tank 300 Hooke (2025)

## Technische Daten
Angetrieben wird der Tank 300 zum Marktstart vom aus den anderen Wey-Modellen bekannten Zweiliter-Ottomotor mit Turbolader. Er leistet 167 kW (227 PS) und soll den Geländewagen in 9,5 Sekunden auf 100 km/h beschleunigen. Die Höchstgeschwindigkeit gibt der Hersteller mit 170 km/h an. Das Fahrzeug hat drei Differentialsperren. Eine Version mit einem Otto-Hybridantrieb debütierte im August 2022. Die kombinierte Leistung wird hier mit 224 kW (305 PS) angegeben. Diese Version gibt es aber nur auf Exportmärkten wie Australien. Im März 2023 kündigte der Hersteller an, eine limitierte Anzahl des Fahrzeugs mit einem Dreiliter-V6-Ottomotor mit 265 kW (360 PS) anbieten zu wollen. Diese Ausführung kam ein Jahr später als Tank 330 in den Handel. Mit einem Plug-in-Hybrid wird der Geländewagen seit April 2024 verkauft. Seit März 2025 ist das Fahrzeug außerdem mit einem 137 kW (186 PS) starken 2,4-Liter-Dieselmotor erhältlich.
|                                             | 300 2.0T                   | 300 2.0T                                       | 300 2.0T                    | 330 3.0T V6                | Hi4-T                       | 2.4T Diesel                |
| Markt                                       | Russland                   | China                                          | China                       | China                      | China                       | China                      |
| Bauzeitraum                                 | seit 02/2023               | seit 12/2020                                   | seit 08/2023                | seit 03/2024               | seit 04/2024                | seit 03/2025               |
| Motorkenndaten                              |                            |                                                |                             |                            |                             |                            |
| Motortyp                                    | R4-Ottomotor               | R4-Ottomotor                                   | R4-Ottomotor                | V6-Ottomotor               | R4-Ottomotor + Elektromotor | R4-Dieselmotor             |
| Motoraufladung                              | Turbolader                 | Turbolader                                     | Turbolader                  | Turbolader                 | Turbolader                  | Turbolader                 |
| Hubraum                                     | 1967 cm³                   | 1967 cm³                                       | 1998 cm³                    | 2993 cm³                   | 1998 cm³                    | 2370 cm³                   |
| max. Leistung Verbrennungsmotor bei min−1   | 162 kW (220 PS) / 5500     | 167 kW (227 PS) / 5500                         | 185 kW (252 PS) / 5500–6000 | 265 kW (360 PS) / 6000     | 185 kW (252 PS) / 5500–6000 | 137 kW (186 PS) / 3600     |
| max. Leistung Elektromotor                  | —                          | —                                              | —                           | —                          | 120 kW (163 PS)             | —                          |
| max. Systemleistung                         | —                          | —                                              | —                           | —                          | 300 kW (408 PS)             | —                          |
| max. Drehmoment Verbrennungsmotor bei min−1 | 380 Nm / 1800–3600         | 387 Nm / 1800–3600                             | 385 Nm / 1700–4000          | 500 Nm / 1500–4500         | 385 Nm / 1700–4000          | 490 Nm / 1500–2500         |
| max. Drehmoment Elektromotor                | —                          | —                                              | —                           | —                          | 400 Nm                      | —                          |
| max. Systemdrehmoment                       | —                          | —                                              | —                           | —                          | 750 Nm                      | —                          |
| Kraftübertragung                            |                            |                                                |                             |                            |                             |                            |
| Antrieb                                     | Allradantrieb              | Allradantrieb                                  | Allradantrieb               | Allradantrieb              | Allradantrieb               | Allradantrieb              |
| Getriebe                                    | 8-Stufen-Automatikgetriebe | 8-Stufen-Automatikgetriebe                     | 9-Stufen-Automatikgetriebe  | 9-Stufen-Automatikgetriebe | 9-Stufen-Automatikgetriebe  | 9-Stufen-Automatikgetriebe |
| Messwerte                                   |                            |                                                |                             |                            |                             |                            |
| Höchstgeschwindigkeit                       | 175 km/h                   | 160–170 km/h                                   | 175 km/h                    | 170 km/h                   | 180 km/h                    | 170 km/h                   |
| Beschleunigung, 0–100 km/h                  | 10,6 s                     | 9,5 s                                          | k. A.                       | 7,2 s                      | 6,7 s                       | 11,4 s                     |
| Kraftstoffverbrauch auf 100 km (kombiniert) | 10,7 l Super               | 9,3–9,7 l Super (NEFZ) 9,8–11,9 l Super (WLTP) | 9,8 l Super (WLTP)          | 11,9 l Super (WLTP)        | 2,1 l Super (WLTP)          | 8,5 l Diesel (WLTP)        |
| Tankinhalt                                  | 80 l                       | 80 l                                           | 80 l                        | 80 l                       | 70 l                        | 78 l                       |
| Batteriekapazität                           | —                          | —                                              | —                           | —                          | 37,1 kWh                    | —                          |
| elektrische Reichweite                      | —                          | —                                              | —                           | —                          | 105 km (WLTP)               | —                          |
| Abgasnorm                                   | k. A.                      | China VI                                       | China VI                    | China VI                   | China VI                    | China VI                   |